# Байерс, Джен
Джен Ба́йерс (англ. Jan Byers) — шотландская кёрлингистка.

## Достижения
- Чемпионат Шотландии по кёрлингу среди женщин: золото (1997).
- Чемпионат мира по кёрлингу среди юниоров: серебро (1996).

## Команды
| Сезон   | Четвёртый         | Третий             | Второй          | Первый     | Запасной                         | Турниры                      |
| ------- | ----------------- | ------------------ | --------------- | ---------- | -------------------------------- | ---------------------------- |
| 1994—95 | Джулия Эварт      | Catherine Grainger | Mhairi Ferguson | Люси Ливак | Джен Байерс                      | ЧМЮ 1995 (4 место)           |
| 1995—96 | Джулия Эварт      | Catherine Grainger | Mhairi Ferguson | Люси Ливак | Джен Байерс тренер: Питер Лаудон | ЧМЮ 1996                     |
| 1996—97 | Кэролин Хатчинсон | Хизер Крокетт      | Джен Байерс     | Люси Ливак | Джиллиан Барр (ЧМ)               | ЧШЖ 1997 · ЧМ 1997 (8 место) |

(скипы выделены полужирным шрифтом)

## Частная жизнь
Из семьи кёрлингистов. Её брат — Юан Байерс, двукратный чемпион мира среди мужчин, участник зимних Олимпийских игр 2010.